# 彭延年墓
彭延年墓，位于中国广东省揭阳市榕城梅云紫峰北麓，为揭阳市的一个市、县级文物保护单位，类型为古墓葬，公布时间为1996年。
彭延年墓的历史年代为宋代。